# تپه پشت قلعه خسروآباد
تپه پشت قلعه خسروآباد مربوط به دوران‌های تاریخی پس از اسلام است و در شهرستان سلسله، روستای خسروآباد واقع شده و این اثر در تاریخ ۱۰ مهر ۱۳۸۰ با شمارهٔ ثبت ۴۰۶۵ به‌عنوان یکی از آثار ملی ایران به ثبت رسیده است.